# Metacnephia terterjani
Metacnephia terterjani är en tvåvingeart som först beskrevs av Rubtsov 1955.  Metacnephia terterjani ingår i släktet Metacnephia och familjen knott. Inga underarter finns listade i Catalogue of Life.